# Annakirche (Passail)

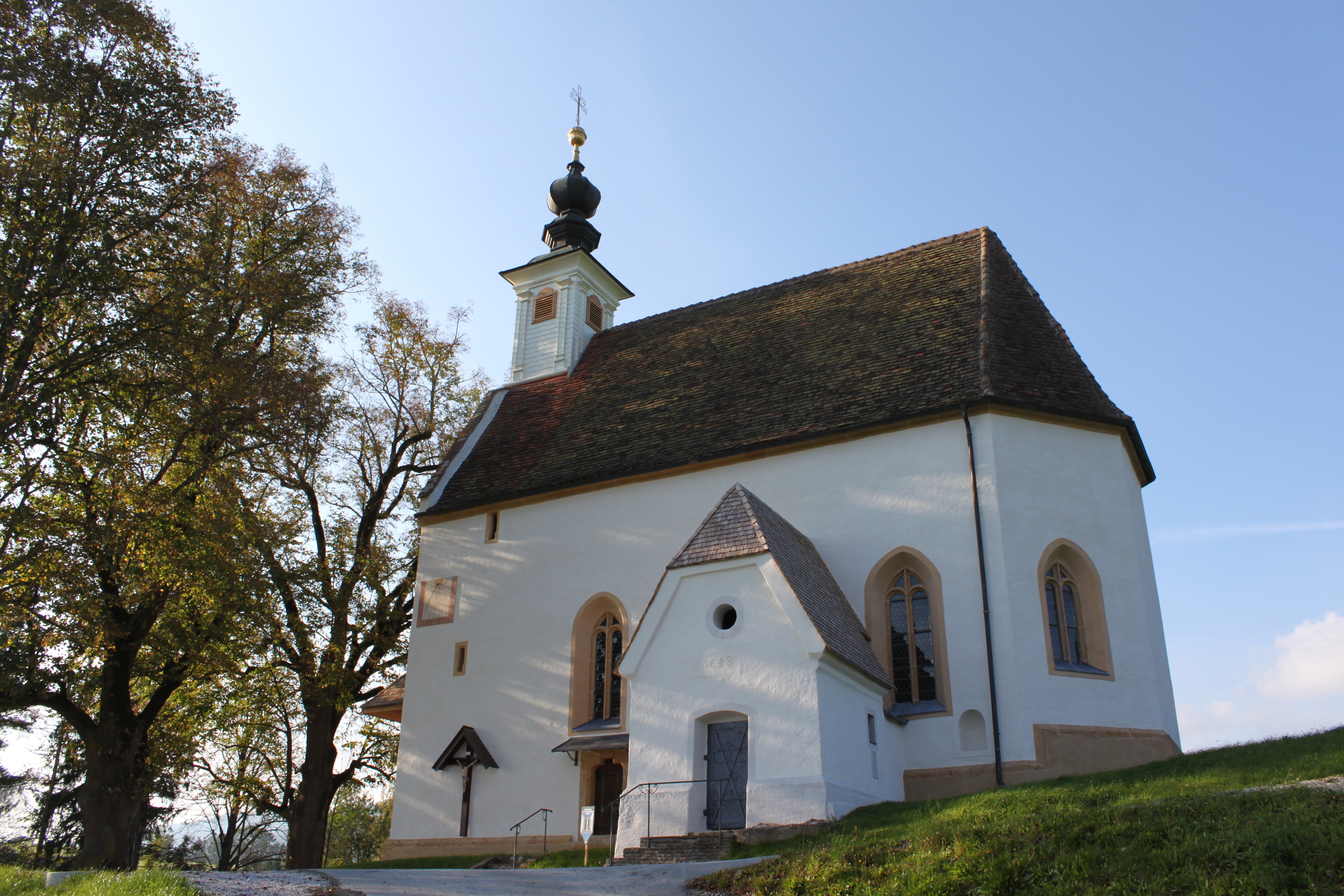
Annakirche am Lindenberg

Die Filialkirche hl. Anna ist eine römisch-katholische Kirche auf der Anhöhe Lindenberg in der Marktgemeinde Passail in der Steiermark.
Die Kirche wurde nach einer Angabe am Fronbogen im Jahre 1510 erbaut. An das dreijochige Langhaus mit einem Parallelrippengewölbe schließt ein Chor in gleicher Breite mit Drei-Achtel-Schluss und Netzrippengewölbe an, wobei alle Rippen auf polygonalen Wanddiensten ruhen. Eine spätgotische Wendeltreppe in der Südwestecke des Langhauses führt zur hölzernen Orgelempore. Die Emporenuntersicht zeigt eine Felderbemalung, mit Pflanzenmuster und Grisaille, im Mittelfeld das Wappen und die Inschrift M. Mathias Ignatius Zusser, Pfarrherr zu Passail 1657. An der Westwand sind spätgotische Steinmetzzeichen mit teilweiser Inschrift Maister hanns W....paumaister. Es gibt zwei spätgotische Langhausportale, im Süden und im Westen. Das Westportal trägt Tympanonfiguren von 1833. Die südlich am Langhaus und Chor angebaute Sakristei mit einem in die Ecke gesetzten Zugang aus dem Chor ist von 1648. Der Dachreiter ist aus dem 19. Jahrhundert.
Der Hochaltar im Knorpelwerkstil aus der Mitte des 17. Jahrhunderts wurde im Jahre 1893 vom Vergolder Wilhelm Sirach überfasst. Es gibt zwei Seitenaltäre und eine Kanzel. Am Fronbogen sind die Figuren des Heiligen Sebastian aus dem 17. Jahrhundert und des Heiligen Florian aus dem 18. Jahrhundert. Ein geschnitzter Chorstuhl ist von 1664, eine Glocke von 1696.